# Styrspänning
En styrspänning är en spänning som används för att styra processer eller apparater.
Olika varianter:
- styrning av mättnaden i en transistor.
- styrning av reläer och kontaktorer.
- styrning av elektronrör.
- CV/Gate, för styrning av synthesizers.